# 低溫蠟燭
低温蜡烛是用于滴蜡的一种专用蜡烛，属于一种性玩具。相比普通蜡烛，低温蜡烛的熔點溫度较低，更不容易灼伤皮肤。